# Kharâj
 (juin 2009).

Le kharâj (en arabe : خراج, ḫarāj ; en turc : haraç) est un impôt foncier sur la terre, initialement levé sur les terres possédées par les dhimmis, c'est-à-dire les citoyens non musulmans. Cet impôt n'était basé ni sur le Coran, ni sur un hadîth, mais sur l'ijmâ', consensus des théologiens-juristes spécialistes de droit musulman. Progressivement le mot a acquis la signification générale d'impôt.

## Origine dukharâj
Après les premières conquêtes islamiques au VIIe siècle, le kharâj désignait généralement un impôt forfaitaire levé dans les provinces conquises et collecté par les officiels des défunts empires byzantins et sassanides ou, plus généralement, toute taxe levée par les vainqueurs musulmans sur leurs sujets non-musulmans (dhimmis). Le kharâj était alors synonyme de djizîa, qui désigna plus tard l'impôt de capitation payé par les dhimmis. Les propriétaires musulmans, quant à eux, payent l'ushr, une dîme supportant un taux d'imposition inférieur.

## Nouvelles règles d'Umar II (719)
Cependant, à la suite des conversions en masse des chrétiens et des zoroastriens à l'islam, la base taxable du califat commençait à sérieusement s'éroder, alors même que le calife omeyyade Suleiman ruinait le califat dans une grande expédition contre l'Empire byzantin. Afin de renflouer les caisses de l'État, Umar II décréta en 719 que les terres sur lesquelles le kharâj était payé ne pouvaient pas être transmises à des musulmans, qui pouvaient louer ces terres mais devaient alors payer le kharâj dessus. Cette réforme eut pour conséquence qu'avec le temps, le kharâj était payé sur la plupart des terres, quelle que soit la religion de l’agriculteur.
Les réformes de Umar II furent finalisées par les Abbassides et fondèrent les principes généraux du régime fiscal des pays musulmans. Le kharâj devint un terme générique utilisé pour désigner toutes sortes de taxes. Ainsi, le traité fiscal d'Abou Yûsûf (VIIIe siècle), Kitab al-kharâj, signifie Le livre de la taxation.

## Critique historique
Pour l'historienne Françoise Micheau, contrairement à ce qu'affirme Tabari, le Kharaj fut institué en 760 date à laquelle ce mot apparaît pour la première fois sur les papyrus arabes.